# 丁型冠狀病毒屬
丁型冠狀病毒屬（學名：Deltacoronavirus、δ-CoV）是冠狀病毒亞科的四個屬之一，為具有包膜的正鏈RNA病毒。有別於甲型冠狀病毒屬與乙型冠狀病毒屬僅感染哺乳動物，本屬與丙型冠狀病毒屬主要感染鳥類，兩屬的共祖可能皆是感染鳥類的病毒。本屬也包含一些能感染哺乳動物的病毒，如猪丁型冠状病毒（PDCoV）、石虎冠狀病毒（Asian leopard cat CoV）與鼬獾冠狀病毒（Chinese ferret badger CoV），其中前者為造成豬腹瀉的主要病毒之一。
丁型冠狀病毒的基因組約長25－26kb，是冠狀病毒中基因組最小者。

## 分類
丁型冠狀病毒屬包含以下亞屬與種：
- Andecovirus
  - 鸭类冠状病毒HKU20（WiCoV HKU20）
- Buldecovirus
  - 鵯冠狀病毒HKU11（BuCoV HKU11）
  - 鶇冠狀病毒HKU12（ThCoV HKU12）
  - 猪丁型冠状病毒（PdCV、HKU15）
  - 麻雀冠狀病毒HKU17（SpCoV HKU17）
  - 鵪鶉冠狀病毒HKU30（QuaCoV UAE-HKU30）
  - 文鳥冠狀病毒HKU13（MuCoV HKU13）
  - 繡眼冠狀病毒HKU16（WeCoV HKU16）
- Herdecovirus
  - 夜鷺冠狀病毒HKU19（NHCoV HKU19）
- Moordecovirus
  - 紅冠水雞冠狀病毒HKU21（CMCoV HKU21）
- 尚未歸類
  - 鵲鴝冠狀病毒HKU18（MRCoV HKU18）
  - 隼冠狀病毒HKU27（FalCoV UAE-HKU27）
  - 翎頜鴇冠狀病毒HKU28（HouCoV UAE-HKU28）
  - 鴿冠狀病毒HKU29（PiCoV UAE-HKU29）

## 外部連結
- Coronaviruses
- Viralzone: Deltacoronavirus（页面存档备份，存于）
- Virus Pathogen Database and Analysis Resource (ViPR): Coronaviridae